# B71 Sandoy
B71 (Sandoy) (B71 prescurtarea la Bóltfelagið 1971) este un club de fotbal din Sandur, Insulele Feroe. Echipa este formată din jucători din toate orașele de pe insula Sandoy.

## Foști antrenori
| Data    | Nume             |  |
| ------- | ---------------- |  |
| 1986    | Finn Melin       |  |
| 1987-89 | Jan Kazcynski    |  |
| 1990–96 | Piotr Krakowski  |  |
| 1997    | Eli Hentze       |  |
| 1998-99 | Ivan Hristov     |  |
| 2000    | Per Langvad      |  |
| 2001    | Kári Reynheim    |  |
| 2002-03 | Tom Saintfiet    |  |
| 2003    | Waldemar Nowicki |  |
| 2004-05 | Ole Andersen     |  |
| 2006    | Dragan Kovačević |  |
| 2007    | Dušan Mokan      |  |
| 2007-08 | Eli Hentze       |  |
| 2009    | Frankie Jensen   |  |
| 2009    | Eli Hentze       |  |
| 2010-   | Piotr Krakowski  |  |

## Fotbaliști notabili
- Eli Hentze
- Kári Nielsen
- Páll á Reynatúgvu
- Piotr Krakowski
- Waldemar Nowicki
- Kári Reynheim[4]

## Palmares

### Competiții interne

#### Campionat
- Prima Ligă Feroeză:
  - Campioni (1): 1989
  - Locul trei (1): 1994
- Faroe Islands 1. Deild:[5]
  - Campioni (4): 1988, 1991, 1998, 2006
  - Locul doi (4): 2002, 2004, 2005, 2009
- Faroe Islands 2. Deild:[6]
  - Campioni (1): 1986

#### Cupe
- Cupa Insulelor Feroe:
  - Campioni (1): 1993
  - Locul doi (2): 1989, 1994
- Trofeul FSF:
  - Campioni (1): 2004
  - Locul doi (1): 2005

### Oficiale
- Official website Arhivat în 28 octombrie 2008, la Wayback Machine.
- The Faroese Football Association's official website
- The Faroese Football Association's official website: B71 Arhivat în 27 septembrie 2011, la Wayback Machine.

### Site-uri internaționale
- B71 on Running-gag.de de  Arhivat în 6 ianuarie 2013, la Archive.is
- B71 on Weltfussball.de de
- B71 on 90Minut.pl pl
- B71 on VFLnet.com en